# 삼포 가는 길 (영화)
《삼포 가는 길》은 황석영의 단편소설 삼포 가는 길을 바탕으로 한, 유동훈 각색, 이만희 감독의 1975년 영화이다.

## 개요
황석영(黃晳暎)의 원작을 영화화한 이 작품은 이만희(李晩熙) 감독이 한동안의 슬럼프에서 벗어나 모처럼의 문제작을 내놓고 세상을 떠나, 글자 그대로 유작(遺作)이 되고 말았다. 오서독스한 김덕진(金德珍)의 촬영기법이 화면을 더욱 아름답게 했으며, 인생파적인 연출 솜씨가 빛난 역작이다.

## 줄거리
산야(山野)가 온통 백설로 뒤덮인 추운 겨울날 떠돌이 장사꾼인 백일섭과 출옥한 지 얼마 안 된 김진규가 눈길에서 우연히 만나 동행이 된다. 둘이 주막에 들렀을 때 마침 백화(白花)라는 작부가 도망쳤다고 주모가 말하면서 붙잡아 달라는 부탁을 받는다. 호기심도 있고 하여 두 남자가 그러마 약속하고 부지런히 눈길을 걸어 나가다가 문제의 여인인 백화(문숙)를 만난다. 그러나 그녀의 성품이나 배짱에 감탄한 두 남자는 함께 어울려 정처도 없이 눈길을 걸어나간다. 도중에 초상집에 들러 한바탕 난리를 치기도 하고 탈춤 추는 패와 어울려 춤을 덩실덩실 추기도 한다. 셋은 각기 다른 유행가를 삼중창(三重唱)으로 구성지게 부르기도 하면서 고향을 찾아 막연히 걸어가지만, 뾰족하게 내세울 만한 고향이 있는 것도 아니다. 그러던 중 티격태격하며 싸우던 작부와 떠돌이 장사치가 정이 통하여서 어느 빈집에서 정사를 나눈다. 그러나 시골역 대합실에서 끝내 눈물을 찔끔거리며 셋은 뿔뿔이 흩어지고 만다.

## 출연
- 문숙
- 김진규
- 백일섭

## 수상
- 1975년, 제14회 대종상에서 우수작품상·감독상·촬영상·남우 조연상·음악상·편집상·신인상
- 1975년, '현대영화비평가 그룹'에서 남우상·신인상·특별상